# Marek Maniecki
Marek Jerzy Maniecki (ur. 31 stycznia 1949 w Warszawie) – doktor inżynier informatyk, dydaktyk, menedżer, przedsiębiorca, działacz w środowisku zawodowym.

## Życiorys

### Wykształcenie
Po maturze w 1967 w XIX Liceum Ogólnokształcącym im. Powstańców Warszawy w Warszawie rozpoczął studia na Wydziale Elektroniki Politechniki Warszawskiej, które ukończył w 1972 ze specjalnością automatyka i specjalizacją maszyny matematyczne. W 1978 uzyskał stopień doktora nauk technicznych.

### Praca naukowo-dydaktyczna
W 1972 został asystentem, a od 1978 adiunktem w Instytucie Informatyki Politechniki Warszawskiej. Organizował i prowadził zajęcia z nauki programowania, struktur danych, systemów operacyjnych, programowania współbieżnego oraz był opiekunem  prac magisterskich. Uczestniczył w pracach badawczych i technicznych przy wieloprocesowym oprogramowaniu systemowym minikomputera UMC-20 (KRTM).
W latach 1981–1984 pełnił funkcję wicedyrektora ds. nauczania Instytutu Informatyki. W Instytucie pracował do sierpnia 1987.

### Praca w firmach informatycznych
Od 1987 rozpoczął pracę w PZ Inter-Design jako kierownik projektu, a następnie dyrektor ds. oprogramowania i dyrektor generalny. Firma zajmowała się głównie tworzeniem oprogramowania i wdrażaniem systemów informacji geograficznych (GIS).
W 1999 był współzałożycielem firmy Globema Sp. z o.o., w której w latach 2001–2018 był wiceprezesem zarządu, nadzorując prace badawcze i wdrożeniowe w obszarze sieciowych systemów informacyjnych dla inteligentnych sieci energetycznych. Kierował też projektami Programów Badawczych UE oraz Programu Operacyjnego Innowacyjna Gospodarka. Od 2018 jest pełnomocnikiem Zarządu ds. Badawczo-Rozwojowych.

### Działalność w środowisku zawodowym
Marek Maniecki jest członkiem założycielem i Członkiem Honorowym Polskiego Towarzystwa Informatycznego (PTI). W latach 1981–1989 był członkiem, w tym przez dwie kadencje wiceprezesem Zarządu Głównego PTI. W latach 1994, 1998 i 2003 aktywnie uczestniczył w pracach Kongresów Informatyki Polskiej.
Jako przedstawiciel firmy Inter-Design, a następnie Globema był członkiem Polskiej Izby Informatyki i Telekomunikacji (PIIT). Od 1993 jest co dwa lata wybierany do Rady Izby. W latach 1993–1995 pełnił funkcję wiceprezesa Izby, a w kadencji 2007–2009 przewodniczącego Rady Izby. Od 2011 do 2018 przewodniczył Komitetowi Energia PIIT.

## Publikacje
- Programowanie w języku BASIC, skrypt, Państwowe Wydawnictwo Naukowe (PWN), 1982, 1986  (współautor: Wacław Iszkowski)
- Programowanie współbieżne, Wydawnictwa Naukowo-Techniczne (WNT), 1982 (współautor: Wacław Iszkowski)
- Projektowanie systemów operacyjnych w ujęciu syntetycznym, skrypt, PWN, 1987, (wsp. Małgorzata Kalinowska-Iszkowska, Wacław Iszkowski)
- Koncepcja systemu MGrid do wspomagania, projektowania i sterowania pracą wielonośnikowych mikrosieci energetycznych, Acta Energetica, 2014, (współautor: Dariusz Baczyński, Piotr Helt, Jacek Wasilewski)[4].

## Odznaczenia i wyróżnienia
- Srebrny Krzyż Zasługi (2005)[5]
- Medal XXX-lecia PTI (2011)[6]
- Wyróżnienie z okazji 25-lecia KIGEiT i PIIT – za wieloletni wkład w tworzenie wizerunku i aktywności PIIT (2018)
- Medal 70-lecia Polskiej Informatyki – przyznany przez Kapitułę PTI (2018).